# 薇薇安·魏斯伍德
薇薇安·伊莎貝爾·魏斯伍德女爵士，DBE（Dame Vivienne Isabel Westwood née Swire，本名薇薇安·伊莎貝爾·施懷雅，1941年4月8日—2022年12月29日）是一名英國時裝設計師，出生於英格蘭德比郡廷特威斯尔，17歲遷至倫敦，曾經當過教師。
她曾有過多段婚姻，首任丈夫是Derek Westwood，婚姻維持了3年。後認識其後成為性手槍樂隊（The Sex Pistols）經理的马尔科姆·麦克拉伦（Malcom McLaren），1971年，马尔科姆開設一家商店，薇薇安在此時開始設計時裝，曾為男友設計舞台服裝，1972年和马尔科姆合資開設“Let it Rock”酒吧，銷售唱片及衣服，帶領起龐克風潮。其後建立起以自己名字為名的時裝品牌。經常遊歷米蘭和巴黎。中文媒體常稱呼其綽號「西太后」。
2022年12月29日，在南倫敦克利普罕辭世。

## 生平及成就

### 早期生活
薇薇安於1941年4月8日在英國德比郡廷特威斯尔村莊出生，她的父母歌頓·施懷雅及多娜·施懷雅在薇薇安出生前兩年結婚。在薇薇安出生時，她的父親在一間飛機製造廠內任店主（前職為菜販）。
她首先在歌洛瑟文法學校就讀小學，其後於1958年，她的一家遷往哈羅居住，她也順理成章地在當地的哈羅藝術學校就讀銀器學。但過了一個學期便退學，並且說「我不知道怎麼一個工薪階層（working class）的女孩會有能力在藝術世界中生存。」其後她在工廠裏找了一份工作，並在一間師範學院中進修，成為了一個小學教師。在這段時間中，她開始創作自己的珠寶飾品，並在波托貝洛路開設一小攤檔售賣這些飾品。
在1962年，她邂逅了在胡佛公司裏擔任工廠學徒的首任丈夫大衛·魏斯伍德。他們在1962年7月21日結婚，在婚禮上，薇薇安穿上由自己親手設計的婚紗出嫁，並在1963年誕下長子班·魏斯伍德。

### 與马尔科姆·麦克拉伦的相遇及踏進時裝之路
她與马尔科姆·麦克拉伦的相遇，標誌著她與大衛·魏斯伍德婚姻的完結。在離婚後，薇薇安與马尔科姆遷到克拉珀姆的獨立屋中居住。薇薇安亦繼續任教職，直至1971年马尔科姆開設一家名叫「Let It Rock」精品店後（一般知名於別名「性」（Sex）、「活得太快；死得太早」（Too Fast To Live Too Young To Die）及「Seditionaries」)，她改為全職售賣屬於她自己的個人品牌Vivienne Westwood的衣服。
薇薇安設計的衣服皆有马尔科姆的主意，創作意念有騎車者、崇拜者及妓女等 。在這段時間，马尔科姆成為了龐克派樂團性手槍的經理人。隨後兩人獲得注意，主因時樂隊穿著由马尔科姆及薇薇安設計的衣服演出。於1967年，為马尔科姆誕下次子约瑟夫·科雷，但兩人並未結婚。

### 龐克派時期
薇薇安為其中一個在1970年代間深受龐克文化影響的服裝設計師，她曾說「我是龐克文化的救世主，哪有一個人能在這種文化中擱下一個評論？」。這種「龐克派服裝」包括性虐待服裝、束縛式繫帶、安全扣針、刀片及鎖鏈等標誌性飾物，以及誇張的頭髮及化妝。這種服裝的基本設計有引入傳統蘇格蘭設計元素（如格子布）。她的獨特衣服設計乃是在16、17世紀的中古衣服裁縫技術上重新詮釋衣服的意義，如在男裝長褲中加入誇張的裁縫線條。這種混合傳統元素的嶄新服裝，令整體效果更加讓人「震驚」。

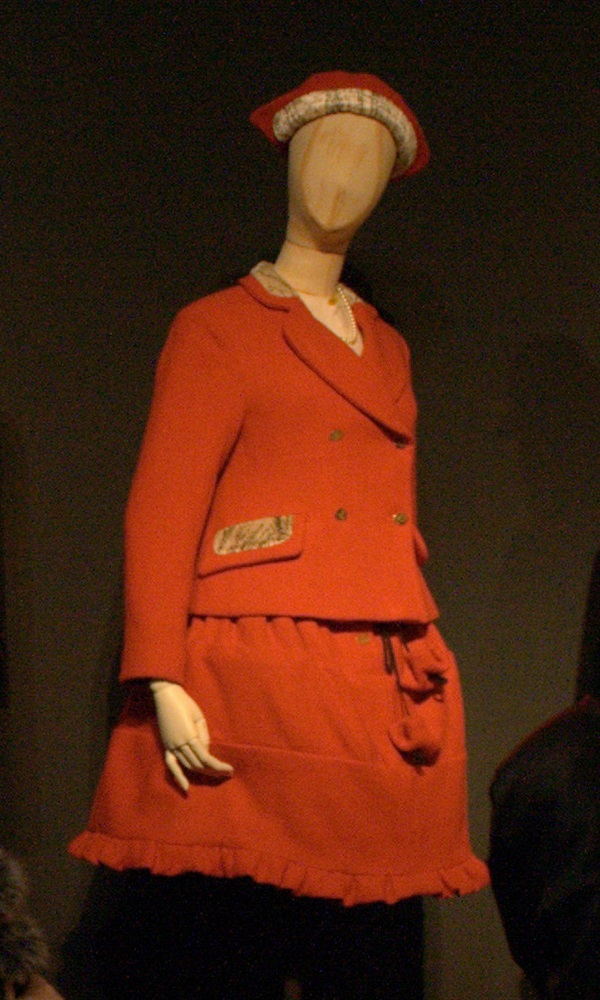
「Mini-crini」系列服裝，1985-1987年

威斯伍德的服装世界开始于朋克世界。她在女装和男装的设计中都有自己的想法，特别是在制服方面。她将四十年代的制服与薩佛街（Savile Row）的触感结合在一起并且与理查德-布兰森密切合作。因为她的设计更多的适合于工作，所以威斯伍德的设计更加具有功能性，但是这仍然展现了威斯伍德的设计天赋。她设计的一件红色的西装着重强调女性的线条和臀部，并且创造性的把飞镖放置于女性胸前。这一设计与男士灰色和深红色的三件套不同，尤其是在翻领与口袋细节的设计。这两个设计师同时也考虑环境问题，他们都热衷于使用可持续发展的材料去设计衣服。当他们为维珍航空做制服设计时， 他们在每个设计环节都尝试使用回收或可回收的材料去支持可持续发展。虽然这对他们来说是一个大的挑战，但是同时也显示了他们敢于创新的勇气。

### 薇薇安的時裝系列
马尔科姆和薇薇安的首個時裝系列為於1981年推出的海盜系列，但兩人其後正式分路揚鑣，各自開展事業。
她個人認為她自己在1981－1985年的衣服設計為「新浪漫」時期，而1988－1991年間則為「異教年」時期（由邋遢的龐克設計，逐漸變成模仿上流社會衣服設計的改變）。在1985年－1987年間，她在芭蕾舞團Petrushka的服裝中獲得靈感，設計了維多利亞時期服裝的精髓系列「Mini-crini」。
2018年，薇薇安為自家品牌Vivienne Westwood出演春夏主線廣告。
2018年秋冬時裝周尾聲，再次有抄襲案出現，Vivienne Westwood在社交網站上高調承認採用了Anthony Knight設計的圖案，並表示純粹是為了向他們致敬。表示由於時間緊逼的關係，因此沒有徵求同意，並致歉。
2018年，為了慶祝AW18系列這一個新系列，他們推出了一個名為 #ViviennesCreatives 的新 project，並邀請了六位藝術家，通過他們各自的媒體表現 AW18系列。

### 逝世
2022年12月30日 Vivienne Westwood的時裝設計室在社交平台發表聲明，表示Vivienne Westwood在倫敦Clapham安詳離世，離世時家人陪伴在側，但聲明沒有提及她的死因。身後，許多媒體也進行了讣闻的發佈。

## 大眾媒體
2018年，記錄Vivienne Westwood一生的紀錄片《Vivienne Westwood: Punk, Icon, Activist》將於3月上映。可是薇薇安的團隊在社交平台中貼文，表示薇薇安對紀錄片大為失望，直指「這是一個恥辱」，譴責導演Lorna Tucker沒有遵守承諾，跟隨她數年時間拍攝，紀錄片原本的概念是刻劃出薇薇安對反建制的追求，結果這些重點時刻在紀錄片中出現「甚至不到5分鐘」，批評電影中由大部分時裝片段組成，而這些片段都可以在網上觀看得到，亦表示這部電影是平庸的，薇薇安及 Andreas（Kronthaler，西太后丈夫） 卻不是。而薇薇安的長子Ben Westwood亦於紀錄片公開後直斥對電影十分失望。